# XMPlay
XMPlay — бесплатный аудиоплеер для Windows, разработанный в 1998 году. XMPlay разработан для воспроизведения трекерной музыки и часто используется в качестве эталонного проигрывателя для неё.

## Обзор
XMPlay был разработан в 1998 году в Un4seen Developments. Первая версия плеера поддерживала только формат файла XM музыкального трекера Fast Tracker II, откуда и произошло название «XMPlay».
На 2002 год XMPlay был одним из наиболее выдающихся компьютерных аудиопроигрывателей
В настоящее время XMPlay может воспроизводить музыкальные файлы множества форматов, в том числе потоковую музыку. Среди поддерживаемых форматов — популярные MP3, Ogg Vorbis, AAC, Opus, WAV, WMA, а также многие менее распространенные форматы. Многие форматы воспроизводятся с помощью подключаемых модулей, названия файлов модулей имеют суффикс (или расширение) «.ins». В XMPlay можно использовать плагины популярного аудиоплеера Winamp.
XMPlay при своих возможностях довольно мал, весь пакет занимает менее 360 КБ.
XMPlay содержит типичные функции современного компьютерного аудиоплеера, он воспроизводит интернет-радио, поддерживает списки воспроизведения и анимационную визуализацию звуков (генерирует визуальные образы в реальном времени).
Программа предоставляет пользователю возможность изменить её внешний вид с помощью «скинов».
Примечательной особенностью XMPlay является то, что он может воспроизводить файлы без пауз
Движок XMPlay для обработки аудиофайлов доступен как набор программных библиотек с названием BASS (для файлов трекера — BASSMOD, реализация протокола ASIO компании Steinberg — BASSASIO). Эти библиотеки также могут использоваться в операционных системах, отличных от Windows. Они бесплатны для некоммерческого использования, но при коммерческом использовании необходимо оплатить лицензию за исключением BASSMOD, для которого лицензия не требуется. Например, в аудиоплеере «X Multimedia System» (XMMS) доступен подключаемый модуль воспроизведения на основе библиотеки BASSMOD.
Существует «портативный» вариант XPMplay Portable, работающий без установки в систему и имеющий обычные функции программы: воспроизводит файлы звуковых форматов без пауз, позволяет слушать интернет-радио и изменять внешний вид программы.